# Elias Hirschl

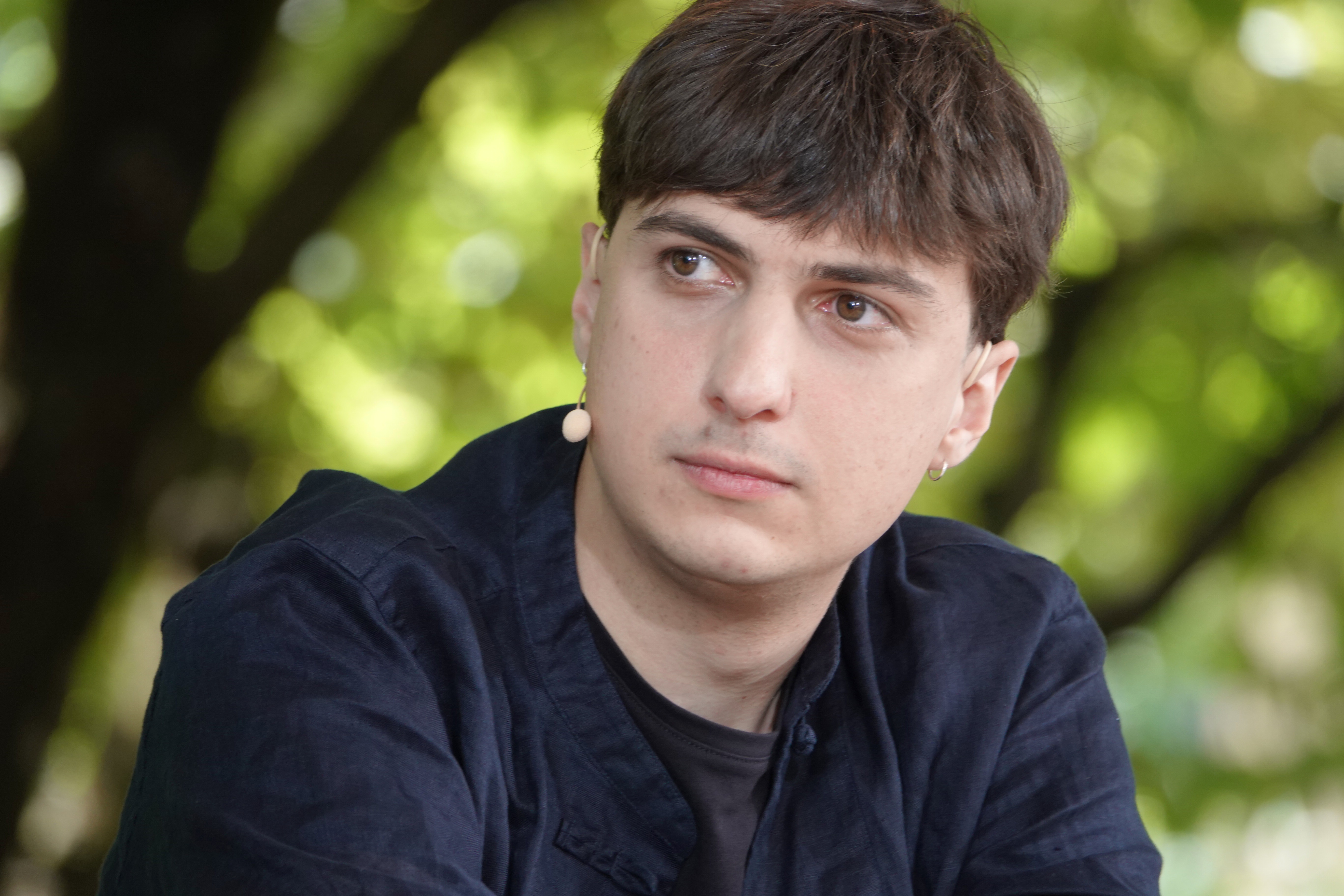
Elias Hirschl beim Ingeborg-Bachmann-Preis 2022

Elias Hirschl (* 1994 in Wien) ist ein österreichischer Autor, Poetry-Slammer und Musiker.

## Leben
Elias Hirschl besuchte das Gymnasium Rahlgasse in Wien, wo er 2012 maturierte. Mit seiner Band hirschl nahm er 2011 mit dem Song Gegenwärter am FM4-Protestsongcontest teil, wo er den vierten Platz belegte. 2012 erreichte er mit Wernhartsgrub den fünften Platz, 2015 mit Blumen im Haar erneut den vierten Platz. 2012 veröffentlichte er sein Debüt-Album Alles ist okay.
Slamtexte und Kurzgeschichten veröffentlichte er unter anderem in der Literaturzeitschrift & Radieschen. Im Oktober 2014 gewann er die österreichischen Poetry-Slam-Meisterschaften. 2015 wurde er hinter Lisa Eckhart und MC Stoner Dritter, bei den Poetry-Slam-Europameisterschaften in Estland belegte er ebenfalls den dritten Platz. 2015 trat er außerdem im Kasino am Schwarzenbergplatz des Wiener Burgtheaters in der PoetrySlamShow auf. Ebenfalls 2015 veröffentlichte er mit Der einzige Dorfbewohner mit Telefonanschluss seinen Debütroman, 2016 folgte sein zweiter Roman Meine Freunde haben Adolf Hitler getötet und alles, was sie mir mitgebracht haben, ist dieses lausige T-Shirt. 2018 erschien im Lektora-Verlag die Textsammlung Glückliche Schweine im freien Fall.
Von dem leipogrammatischen Roman Anton Voyls Fortgang von Oulipo-Mitglied Georges Perec, der ohne Verwendung des Vokals e auskommt, wurde er zum Slam-Text Als Anna Clara traf inspiriert, der ausschließlich den Vokal a verwendet. Im März 2017 war er damit in der von Hosea Ratschiller moderierten ORF-Sendung Pratersterne zu sehen, wo er im Februar 2022 erneut auftrat. Im August 2017 war Hirschl neben Yasmin Hafedh einer der österreichischen Vertreter beim Grand-Poetry-Slam im Theater Augusta Raurica in der Schweiz. Im Rahmen der Buch Wien nahm er im November 2017 als österreichischer Vertreter am internationalen deutschsprachigen Poetry Slam teil. Der Roman Hundert schwarze Nähmaschinen wurde im September 2017 von der Darmstädter Jury zum Buch des Monats gewählt. Gemeinsam mit Martin Gruber schrieb er den Text zur Produktion Swing: Dance to the Right, die mit dem Aktionstheater Ensemble im Dezember 2017 uraufgeführt wurde und steuerte ebenfalls Texte zum Nachfolgestück „Die wunderbare Zerstörung des Mannes“ bei, welches im Mai 2018 in Bregenz uraufgeführt wurde.
Im April und Mai 2019 tourte Hirschl mit dem Musiker Jimmy Brainless durch Asien, gemeinsam besuchten sie mit ihrem musikalisch-literarischen Programm meist deutschsprachige Institute, beispielsweise die Deutsche Botschaftsschule Peking. Seit 2020 schreibt er zusammen mit den Kabarettisten Berni Wagner, Leopold Toriser und Antonia Stabinger für den FM4 Comedy-Podcast Das Magische Auge. Zusammen mit dem Rapper und Producer Christopher Hütmannsberger (Selbstlaut) bildet er seit 2020 das Musikduo Ein Gespenst. Im Mai 2021 erschien die erste EP Ich tanze nur aus Höflichkeit bei dem Label Strizzico, 2022 veröffentlichten sie das Album Bei Tageslicht.
Im August 2021 erschien Hirschls satirischer Roman Salonfähig, der die Generation Slim Fit porträtiert und die Dysfunktionalität ihres „auf Anpassung und Systemkonformität fußenden Lebensstils“ zeigt, gleichzeitig aber auch als Schlüsselroman der Ära Sebastian Kurz zu lesen ist. Im März 2022 präsentierte er ein Best-of seiner Kurztexte unter dem Titel Content im Kabarett Niedermair.
Von Klaus Kastberger wurde er 2022 zum Ingeborg-Bachmann-Wettbewerb eingeladen, wo er mit dem BKS Bank-Publikumspreis und dem Stadtschreiber-Stipendium der Stadt Klagenfurt ausgezeichnet wurde. Sein Roman Content gelangte im Februar und März 2024 auf Platz vier der ORF Bestenliste. Der Roman wurde für das Wiener Schauspielhaus dramatisiert und dort 2025 von Aslı Kışlal inszeniert.

## Werke (Auswahl)

### Bücher
- 2015: Der einzige Dorfbewohner mit Telefonanschluss, Roman, Milena Verlag, Wien 2015, ISBN 978-3-902950-22-2
- 2016: Meine Freunde haben Adolf Hitler getötet und alles, was sie mir mitgebracht haben, ist dieses lausige T-Shirt, Roman, Milena Verlag, Wien 2016, ISBN 978-3-902950-75-8
- 2017: Hundert schwarze Nähmaschinen, Roman Jung und Jung, Salzburg 2017, ISBN 978-3-99027-097-4
- 2018: Glückliche Schweine im freien Fall. Lektora-Verlag, 2018, ISBN 978-3-95461-109-6.
- 2021: Salonfähig, Roman, Paul Zsolnay Verlag, Wien 2021, ISBN 978-3-552-07248-0
- 2024: Content, Roman, Paul Zsolnay Verlag, Wien 2024, ISBN 978-3-552-07386-9

### Hörbücher
- 2021: Salonfähig, Lübbe Audio, Köln 2021, ISBN 978-3-7857-8402-0

### Anthologiebeiträge
- 2016: Hopp auf, in Geblitzdingst: Slam-Poetry über Demenz, Hg. Lars Ruppel, Satyr Verlag, ISBN 978-3-944035-75-8
- 2019: Ins Leere, in Kinder der Poesie: Österreichische AutorInnen in Schwarzweiß, Hg. Barbara Rieger, Kremayr & Scheriau, ISBN 978-3-218-01179-2
- 2020: Hin und weg, in Sagen reloaded, Hg. Thomas Ballhausen & Sophie Reyer, Czernin Verlag, ISBN 978-3-7076-0705-5
- 2020: Definiere diesen Satz!, in Poesie.exe, Hg. Fabian Navarro, Satyr Verlag, ISBN 978-3-947106-62-2

### Weitere Veröffentlichungen
- Alles wird heller. Kurzgeschichte, DAS GRAMM #14, Berlin 2023.

## Auszeichnungen und Nominierungen
- 2020: Reinhard-Priessnitz-Preis[32]

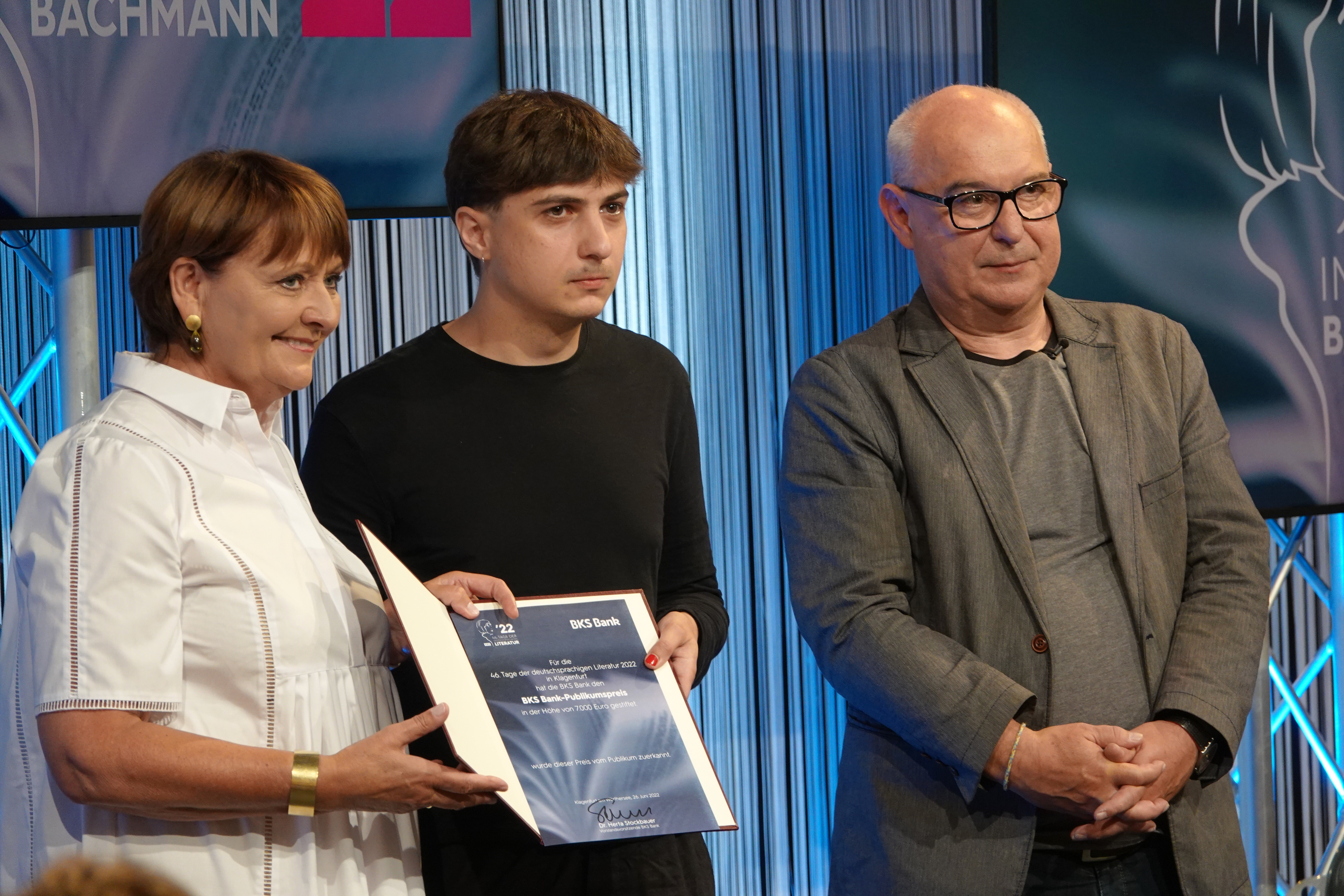
Publikumspreis mit Herta Stockbauer und Klaus Kastberger

- 2021: AK-Literaturpreis – Publikumspreis für Das Schweigen der Hydraulikpressen[33][34]
- 2022: Stadtbeschreiber-Stipendium der Stadt Dortmund[35][36]
- 2022: Publikumspreis und Stadtschreiber-Stipendium der Stadt Klagenfurt beim Ingeborg-Bachmann-Preis[27][28]
- 2023: Robert-Musil-Stipendium[37]
- 2024: Nominierung für den Österreichischen Buchpreis (Shortlist, Content)[38][39]
- 2025: Nominierung für den Literaturpreis „Text & Sprache“ des Kulturkreises der deutschen Wirtschaft (Shortlist)[40]